# Walter Mackenthun

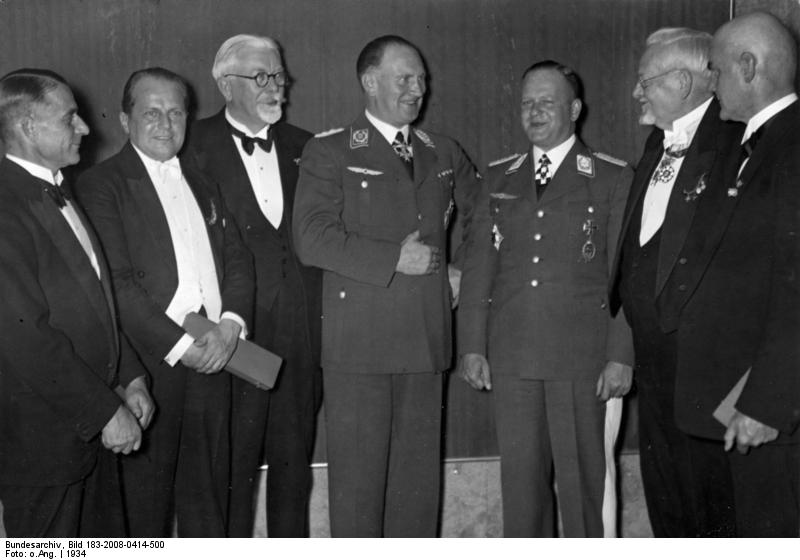
Walter Mackenthun (2. von links) im Kreise anderer Piloten (1934)

Walter Mackenthun (* 17. August 1882 in Berlin; † 7. Juni 1948 ebenda) war ein deutscher Flugpionier und Mitinitiator der Militär-Fliegerei.

## Leben
Seine Eltern waren der Regierungs-Baumeister Ernst Mackenthun (* 17. Juli 1844) und Anna Louise Stein (* 14. Februar 1853); sein Bruder Friedbert (* 13. Juli 1878).
Am 7. März 1911 erwarb er seine Fluglizenz (Nr. 72.)  an der Fliegerschule Döberitz und wurde Leutnant. Im Ersten Weltkrieg war er von 1914 bis 1917 Hauptmann und Staffelführer des Kampfeinsatzkommandos Habsheim (Sept. 1916 umbenannt in Jasta 15). Ab 1917 waren er und Egon von Rieben Geschäftsführer der am 13. Dezember 1917 als Studiengesellschaft gegründeten Deutschen Luft-Reederei.
Mitte August 1918 versuchten Mackenthun und von Rieben vergeblich Hugo Junkers dazu zu überreden, mit der Mutterfirma AEG eine Fabrikationsgemeinschaft für die Junkers F 13 einzugehen. Um 1926 wurde er Herausgeber des Luft-Magazins und 1929 Leiter des Verlags „Propaganda Mackenthun“. Von 1927 bis 1939 nahm er auch die Geschäftsführung der Flieger-Traditionsvereinigung Alte Adler wahr. Vor 1945 war er Mitglied der alten IATA.

## Werke
- Das Militärflugzeug. Erklärung und Verwendung der Apparate, das Verhalten der Truppe; Berlin 1911.

## Quelle
- Bundesarchiv